# Megan Cavanagh

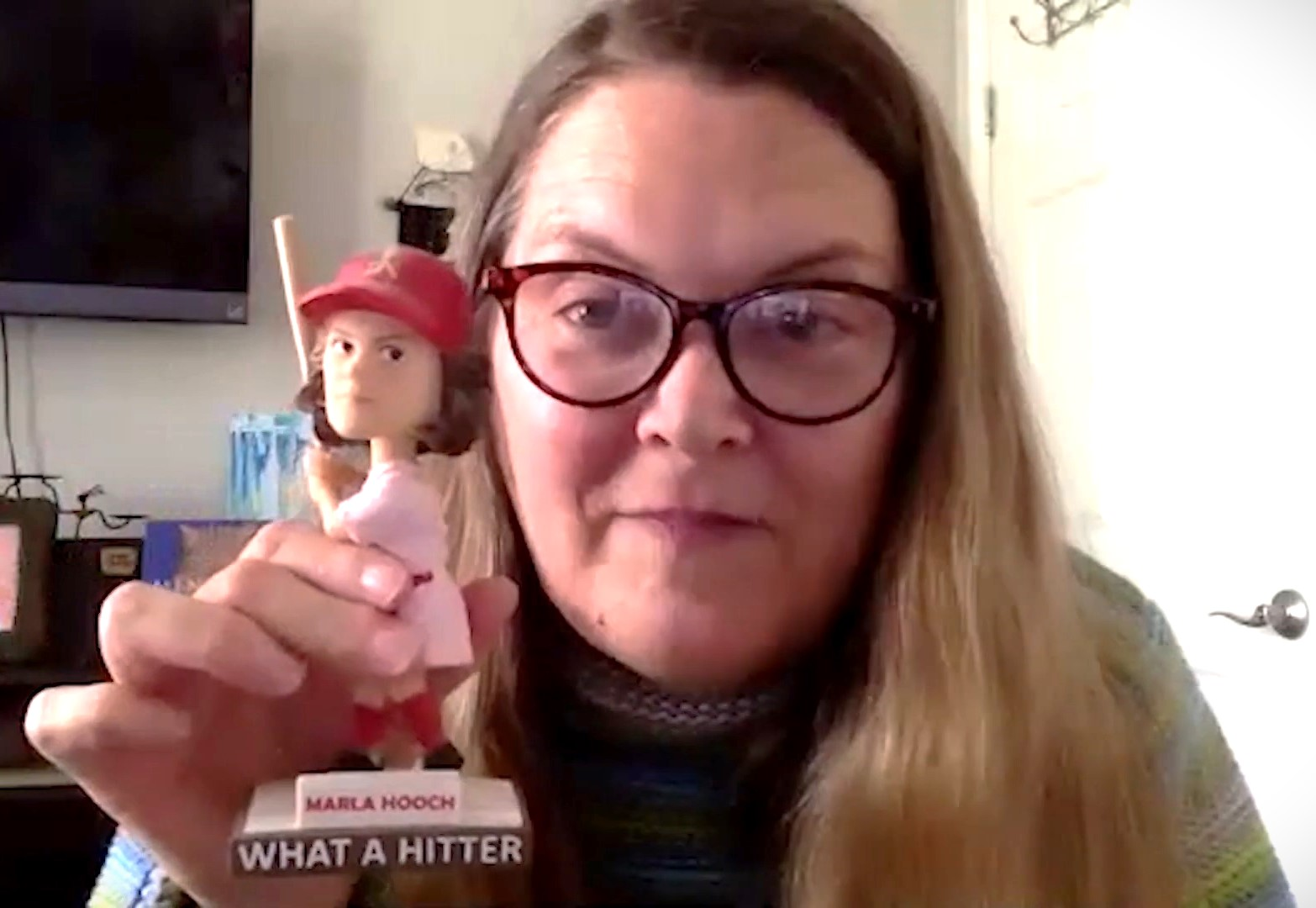
Megan Cavanagh (Videostandbild 2021)

Megan Cavanagh (* 8. November 1960 in Chicago, Illinois) ist eine US-amerikanische Schauspielerin und Synchronsprecherin.

## Leben
Megan Cavanagh wurde 1960 in der Metropole Chicago geboren. Sie arbeitete zunächst als Theaterschauspielerin. So war sie ab 1984 drei Jahre lang Mitglied der professionellen Theatergruppe New Age Vaudeville. Mit ihren Filmdebüt als Marla Hooch in der 1992 erschienenen Filmkomödie Eine Klasse für sich mit Tom Hanks, Geena Davis und Madonna in den Hauptrollen wurde sie international bekannt. Dieselbe Rolle spielte sie in einer gleichnamigen TV-Miniserie im Folgejahr. Ferner wirkte sie in zwei Mel-Brooks-Filmen mit, darunter Robin Hood – Helden in Strumpfhosen.
Zu Cavanaghs Fernsehrollen gehörten Auftritte unter anderem in Hör mal, wer da hämmert oder Emergency Room – Die Notaufnahme. Als Synchronsprecherin lieh sie Judy Neutron in den Jimmy Neutron-Filmen ihre Stimme.
Megan Cavanagh lebt in einer lesbischen Beziehung mit der Filmlehrerin Anne Chamberlain im kalifornischen Palo Alto. Sie hat einen Sohn.

## Filmografie (Auswahl)
- 1992: Eine Klasse für sich (A League of Their Own)
- 1993: Eine Klasse für sich (A League of Their Own, Fernsehserie, 6 Folgen)
- 1993: Robin Hood – Helden in Strumpfhosen (Robin Hood: Men in Tights)
- 1994: I Love Trouble – Nichts als Ärger (I Love Trouble)
- 1994: Junior
- 1995: Friends (Fernsehserie, 1 Folge)
- 1995: Dracula – Tot aber glücklich (Dracula: Dead and Loving It)
- 1996: Roseanne (Fernsehserie, 1 Folge)
- 1997: Dieser verflixte Kater (That Darn Cat)
- 1997: Zum Teufel mit den Millionen (For Richer and Poorer)
- 1998–1999: Hör mal, wer da hämmert (Home Improvement, Fernsehserie, 5 Folgen)
- 1998: The Thin Pink Line
- 2000: Will & Grace (Fernsehserie, 1 Folge)
- 2001: Jimmy Neutron – Der mutige Erfinder (Jimmy Neutron: Boy Genius)
- 2005: Miss Undercover 2 – Fabelhaft und bewaffnet (Miss Congeniality 2: Armed and Fabulous)
- 2007: Big Stan
- 2008–2009: Mighty B! Hier kommt Bessie (The Mighty B!, Fernsehserie, Sprechrolle)
- 2012: Scrooge & Marley
- 2012: Harvard Court